# Cursed image
Cursed images är ett internetfenomen och bilder som ska innehålla mystik och absurditet. Det används bland annat som memes och kedjebrev. 

## Vad anses som en cursed image?
Bilderna ska vara ologiska, konstiga och bryter mot normer. Det ska också få åskådaren att ifrågasätta varför bilderna ens existerar, och väcka en känsla av förvirring eller obehag. 
För att en bild ska anses vara "cursed" måste den innehålla dessa sex frågor: Vad, vem, hur, när, var och varför. Bilderna brukar tas med en gammal kamera för att skapa en mer kuslig atmosfär och ursprunget till dessa bilder brukar vara oförklarliga. Men om man kan urskilja vad som framställs på bilden och hur den gjordes så är den inte en cursed image, men Photoshop kan användas till dessa bilder och ändå skapa en obehaglig effekt. 
Cursed images kan sträcka sig från att iscensätta äckliga scenarier, använda satir eller att en ikonisk karaktär befinner sig i en situation som den inte passar in i, till exempel Musse Pigg. 